# کوفی کینگستون
کوفی سارکودیه منشا (به انگلیسی: Kofi Sarkodie-Mensha) شناخته شده با نام کوفی کینگستون (Kofi Kingston) یک کشتی گیر حرفه ای، اهل کشور غناست.
او ۱٫۸۳ متر قد، ۹۹ کیلو گرم وزن دارد و از دیگر نام‌های او می‌توان به کوفی جامایکا اشاره کرد.
کینگستون در رسلمانیا ۳۵ پس از یازده سال تلاش فراوان موفق به قهرمانی کمربند دبلیودبلیوئی شد هرچند که چند ماه بعد کمربند خود را به براک لزنر واگذار کرد. او لیدر تیم نیودی است و در شوی راو ۱۵ مارس ۲۰۲۱ با زاویر وودز قهرمان تگ تیم راو شدند که این کمربندان را در رسلمانیا ۳۷ به ای جی استایلز و اوماس واگذار کردند.
او در فیلم رویداد اصلی بازی کرده است.

## افتخارات

### کشتی حرفه‌ای
- بیستمین کج کار بزرگ دنیا در سال ۲۰۱۳
- بهترین تگ تیم سال به همراه آرتروث در سال ۲۰۱۲

### کمپانی دبلیودبلیو ای
- قهرمان کمربند دبلیودبلیویی ۱ بار
- قهرمان کمربند تگ تیم جهانی ۱ بار (همراه با سی ام پانک)
- قهرمان کمربند بین قاره ای ۴ بار
- قهرمان کمربند ایالات متحده ۳ بار
- قهرمان کمربند تگ تیم دبلیو دبلیو ای ۴ بار (به همراه ایون برن، آرتروث، بیگ ای و خاویر وودز)
- جایزهٔ اسلمی آوارد برای لحظهٔ "Tell Me I Did Not Just See That" سال - راه رفتن روی دست برای حذف نشدن در رویال رامبل *قهرمان یک دوره کمربند دبلیودبلیوای در حال حاضر